# Venus in Furs (film, 1969)
Pour plus de détails, voir Fiche technique et Distribution.
Venus in Furs est un film britannico-germano-italien réalisé par Jesús Franco, sorti en 1969.

## Synopsis
Jimmy Logan, trompettiste de jazz, il noie son manque d'inspiration dans l'alcool et la drogue. Sur la plage de la mer Noire, pas loin d'Istanbul, alors qu'il s'y promène, il découvre le cadavre d'une jeune femme noyée, visiblement victime d'un meurtre. Rapidement, il se souvient de l'avoir vue vivante la veille, lors d'une soirée organisée par un playboy fortuné, le millionnaire Ahmed. Elle s'appelait Wanda et Jimmy était immédiatement tombé sous son charme. Au cours de la fête, il avait assisté, sans intervenir, à son viol par leur hôte, Ahmed, et de deux de ses amis. 
Perturbé par cette histoire, Jimmy fuit la Turquie pour le Brésil. Il y rencontre Rita, une chanteuse, qui le prend sous son aile. Ils tombent amoureux l'un de l'autre. Un jour, dans le club de jazz où il produit, Jimmy voit Wanda bien vivante et vêtue de fourrure. Il pense qu'il hallucine mais elle est bien réelle. Elle est revenue d'entre les morts pour se venger de ses violeurs.  

## Fiche technique
- Titre original et français : Venus in Furs
- Réalisation : Jesús Franco
- Scénario : Jesús Franco et Malvin Wald
- Montage : Henry Batista et Michael Pozen
- Musique : Mike Hugg, Manfred Mann et Stu Phillips
- Photographie : Angelo Lotti
- Sociétés de production et distribution : American International Pictures
- Pays d'origine : Royaume-Uni - Allemagne de l'Ouest - Italie
- Langue : Anglais
- Genre : érotique, thriller
- Durée : 86 minutes
- Dates de sortie : 
  -  Italie : 19 août 1969
  -  États-Unis : 9 septembre 1970

## Distribution
- James Darren : Jimmy Logan
- Barbara McNair : Rita
- Maria Rohm : Wanda Reed
- Klaus Kinski : Ahmed Kortobawi
- Dennis Price : Percival Kapp
- Margaret Lee : Olga
- Adolfo Lastretti : inspecteur Kaplan (non crédité)
- Paul Müller : Hermann (non crédité)